# مقاطعة كلينتون (بنسلفانيا)
مقاطعة كلينتون (بالإنجليزية: Clinton County, Pennsylvania)‏ هي إحدى مقاطعات ولاية بنسلفانيا في الولايات المتحدة. بلغ عدد سكانها 39238 نسمة في عام 2010 حسب إحصاء مكتب تعداد الولايات المتحدة.

## وصلات خارجية
- www.clintoncountypa.com